# Knud Asbjørn Wieth-Knudsen
Knud Asbjørn Wieth-Knudsen, född den 8 januari 1878 i Köpenhamn, död den 22 februari 1962 i Hellerup, var en dansk nationalekonom.
Wieth-Knudsen blev student 1897 och vann 1900 universitetets guldmedalj, blev politisk kandidat 1902 och tog politisk doktorsgrad 1908. Han var 1909-13 kontorchef i Internationella lantbruksinstitutet i Rom. Han sökte 1911 förgäves en professur vid universitetet, men blev 1920 lektor i nationalekonomi vid lantmannahögskolan. Han var 1921-41 professor i socialekonomi, finansvetenskap och rättslära vid Norges tekniske høiskole i Trondhjem och blev 1924 dansk konsul. År 1919 övertog han ledningen av veckoskriften "Det nye Nord". Han författade bland annat Formerelse og Fremskridt (1903), Hovedtræk af Landboreformerne i Rusland (1911), Der Mensch (försök till en antropologisk systematik, 1912), Feminismen (1924), ett våldsamt angrepp på den moderna kvinnorörelsen, och Darwinismen i likvidation (1925).